# Mikael Westrell
Mikael Westrell, född 1957, är en svensk socionom, legitimerad psykoterapeut och författare, för närvarande VD för BrolinWestrell AB.